# Ce Ácatl Topiltzin Quetzalcóatl
No confundir con el dios Quetzalcóatl.
Ce Ácatl Topiltzin (del náhuatl: Cē Ācatl Topīltzin Quetzalcōātl ‘Uno Caña Nuestro Señor Serpiente de Plumas Preciosas’) fue un personaje histórico de Mesoamérica, el cual ha sido mitificado durante los últimos siglos. Según algunas fuentes, nació el 13 de mayo de 895 d. C., en un sitio llamado Michatlauhco (traducido 'Lugar del pez en la barranca'), hoy asociado con el pueblo de Amatlán de Quetzalcóatl, estado de Morelos, México. Desapareció a los 52 años en la costa de Coatzacoalcos, Veracruz.
Creó un reino de paz, sabiduría y proliferación artística. La controversia de su reinado lo obligó a partir hacia el este, más según las fuentes de Chimalpahin, Motolinia, Ixtlilxochitl y el Códice Ríos, este prometió regresar.
Según las fuentes de Mariano Veytia, Las Casas y Mendieta, este no regresaría, pero enviaría a sus enviados a juzgar y recrear el futuro de los mexicanos.

## Biografía
Su biografía se conserva en diversos documentos, tales como los Anales de Cuauhtitlan, los informantes de Bernardino de Sahagún, Ixtlilxóchitl y Durán.
Por esos documentos se puede reconstruir su vida, cuyos principales incidentes fueron los siguientes: hacia los trece años fue estudiante en la ciudad de Xōchicalco. En el 923 lo eligieron rey en Tula. En algún punto de su reinado, según la tradición, fue "tentado" por el dios Tezcatlipoca quien lo convenció de embriagarse con pulque haciéndole creer que era "medicina", motivo por el cual le expulsaron del reino. Peregrinó por el Anáhuac y de ahí marchó al oriente.
En 947 se dirigió a la ciudad de Hueitlapala o Huehuetlapallan, cercana a la actual Coatzacoalcos, donde se embarcó en una "balsa de serpientes" y allí se autoincineró. Según otras versiones, como la del historiador y político mexicano Vicente Riva Palacio, Quetzalcoatl habría muerto en 931, y su muerte se habría visto ligada a una migración masiva de toltecas hacia tierras mayas, más concretamente hacia Uxmal, alrededor del año 981.
Debido a la nobleza de su vida y enseñanzas, sus descendientes le nombraron Nacxitl Quetzalcōātl, 'cuarto paso de la serpiente emplumada' o Meconetzin 'el hijo del maguey'. Topiltzin definió el canon del saber tolteca, recogido en diversos documentos, principalmente en el libro oral Huēhuehtlahtōlli, 'antiguas palabras', conservado a través de las transcripciones de Olmos y Bernardino de Sahagún.
La enseñanza de Topiltzin se recoge en el siguiente verso del Códice Matritense: «Dios es uno, Quetzalcóatl es Su nombre. Nada pide, sólo serpientes y mariposas le ofreceréis».

## Otra interpretación
Según la leyenda este fue el rey sacerdote de la ciudad de Tollan en el siglo X de nuestra era. Tollan-Xicocotitlan (Tula) era la capital de la cultura tolteca. Él era el principal sacerdote del dios Quetzalcóatl, y tomó de los dioses las artes y ciencias para darlas a los hombres. Sustituyó el sacrificio humano por el de aves, mariposas y otros insectos. Después de verse en un espejo que le mostró Tezcatlipoca, consideró que su rostro era horrible, por lo que se dejó crecer la barba y posteriormente comenzó a usar una máscara.
Ce Ácatl Topiltzin es considerado como representación de dicha divinidad en la tierra, por lo que lleva una vida ejemplar y casta. Sin embargo, no todos los habitantes de Tollan-Xicocotitlan lo ven con buenos ojos y comienza a tener enfrentamientos con los adoradores de Tezcatlipoca, y son ellos, por medio de engaños, quienes hacen que se embriague y falte a su celibato. Debido a su terrible falta, Ce Ácatl Topiltzin Quetzalcóatl debe abdicar y partir exiliado, junto con sus seguidores, a la Península de Yucatán y a los países de Mesoamérica, no sin antes haber prometido su regreso.

## Legado de Ce Ácatl Topiltzin
Ce Ácatl Topiltzin Quetzalcóatl, según cuenta la leyenda, no muere en el exilio, sino que se embarca de nuevo en las costas del Golfo y desaparece en las aguas, convirtiéndose en "la estrella de la mañana", Venus. Ce Ácatl prometió regresar en cierta fecha del Xiuhpohualli que coincidió con la llegada de los españoles en el año de 1518, lo cual atemorizó a los mexicas, que se consideraban herederos de la cultura tolteca, a pesar de haber alterado sus enseñanzas.
De acuerdo al libro de Jorge Larde y Larin, El Salvador: descubrimiento, conquista y colonización, "En los albores de 1520 el capitán Hernán Cortés permanecía aparentemente victorioso en Tenochtitlan, pues ocupaba en paz y sosiego la capital de los tenochcas, mexicas o aztecas y retenía prisionero a Moctezuma Xocoyotzin, el huey tlatoani del Imperio mexica.  A su real o campamento militar llegaron unos nobles emisarios enviados por los señores de Huehuetlapallan o Antigua Tlapallan, un misterioso país oriental ubicado en la región del lago sagrado de Güija, de donde, según todas las tradiciones, leyendas y pinturas antiguas, dimanaron las altas culturas precolombinas de América invocadoras de Quetzalcóatl, el Lucero de la Aurora".
Ce Ácatl Topiltzin aparece en muchas de las culturas, leyendas y tradiciones en los países mesoaméricanos, reconociéndolo como aquel que edificó, reconstruyó y glorificó muchas ciudades o centros ceremoniales de Mesoamérica durante su exilio. La tradición del Señorío de Cuscatlán indica que la ciudad de Cuscatlán fue fundada en 1054 por el anciano Topiltzin Atzil, último rey de Tula del Anáhuac.